# Francesco Rosselli
Pour les articles homonymes, voir Rosselli.
Francesco Rosselli (Florence, 1445 - avant 1513) est un peintre et graveur florentin spécialisé dans les miniatures et les cartes géographiques.

## Biographie
Enlumineur de formation, il participe à l'atelier de Francesco d'Antonio del Chierico à Florence dont il est apparemment l'élève. En 1470, il est payé pour la peinture de 3 lettrines historiées dans un graduel destiné au Duomo de Sienne.
Dans les années 1480, Francesco Rosselli a laissé sa femme et ses enfants avec son demi-frère Cosimo et quitta Florence pour la Hongrie où il réalisa des cartes géographiques pour Matthias Ier de Hongrie. À son retour à Florence, il ouvre un magasin pour vendre ses gravures. Rosselli est probablement le graveur de certaines « nouvelles » cartes des éditions de Geographia de Ptolémée, publiées à Florence en 1480-1482. Il a été également enregistré à Venise en 1505 et 1508.
Ses deux plus célèbres cartes remontent à 1506 et 1508. La carte de Contarini-Rosselli (1506), la seule œuvre signée et datée, a été la première carte imprimée indiquant le nouveau monde. La carte du monde de Rosselli (1508) a été la première carte dessinée sur une projection cartographique ovale, laquelle aurait été vendue dans sa boutique. La carte de 1508 représente également le Continent austral (antarctique Est), assez similaire au Sud du continent de la Carte de Piri Reis (1513) ainsi que des cartes de Lopo Homem (v. 1519), Juan Vespucci (1524) et autres cartes anciennes.
Francesco Rosselli est décrit comme un cartographe, mais sa contribution se limitait uniquement à la gravure à décoration et à la vente de cartes manuscrites créées par d'autres. Il a imprimé de nombreuses cartes dont celle des Amériques après les voyages de Christophe Colomb. 
L'attribution de nombreux tirages fait l'objet de débats car les différents styles de gravure qui sont utilisés peuvent témoigner de la présence de différents artistes dans son atelier, ou de la capacité  à utiliser des styles différents.
Le gravures picturales de Rosselli ont été fortement influencées par les peintures de Sandro Botticelli. Il est l'un des plus grands représentants de la manière large.

## Œuvres

### Manuscrits

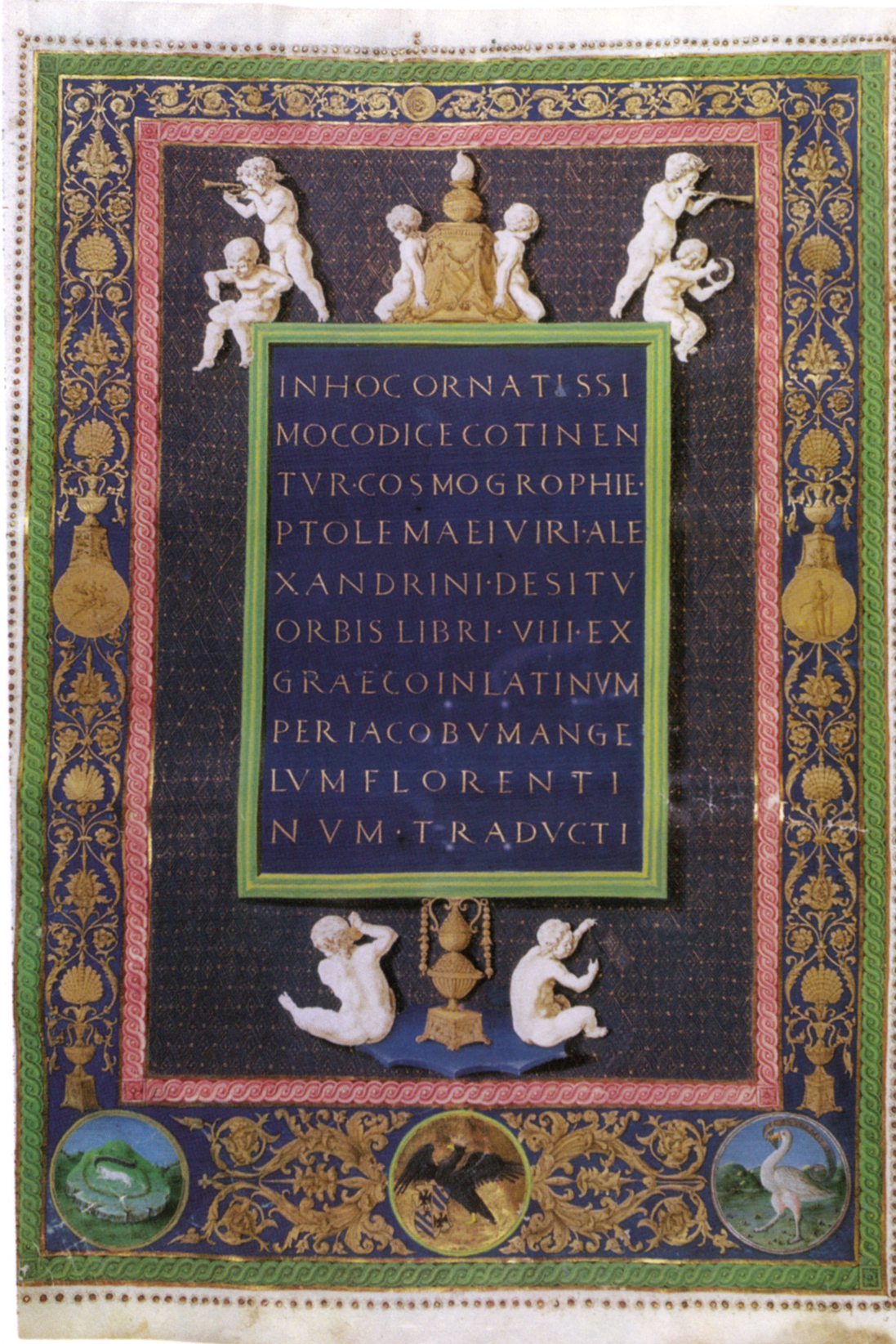
Cosmographie de Ptolémée, frontispice, bibliothèque vaticane.

- Miniatures pour deux livres liturgiques (Corali) du Duomo de Sienne, en collaboration avec Liberale da Verona, vers 1470-1471, Cod 25.10 et 28.12.
- Participation à certaines miniatures de la Bible de Frédéric de Montefeltro, vers 1476-1478, Bibliothèque apostolique vaticane, Urb.Lat.1&2
- Psautier de Frédéric de Montefeltro, Bibliothèque apostolique vaticane, Urb lat 527
- manuscrit de l'Historia Florentina de Leonardo Bruni pour Frédéric de Montefeltro, BAV, Urb lat 464
- manuscrit de la Géographie de Ptolémée pour Frédéric de Montefeltro, 1473, BAV, Urb lat 277
- compilation de textes d'Aristote traduits par Jean Argyropoulos, destiné probablement à Laurent de Médicis, vers 1473-1476, Bibliothèque Laurentienne, Ms.84.1
- Livre d'heures de Laurent le Magnifique, écrit par Antonio Sinibaldi, vers 1485, Bibliothèque Laurentienne, Florence, Ms. Ashburnam 1874
- autre livre d'heures pour Laurent de Médicis, peint à l'occasion du mariage de sa fille Lucrèce avec Jacopo Salviati, vers 1485-1488, Munich, Bibliothèque d'État de Bavière, Clm 23639

### Autres œuvres

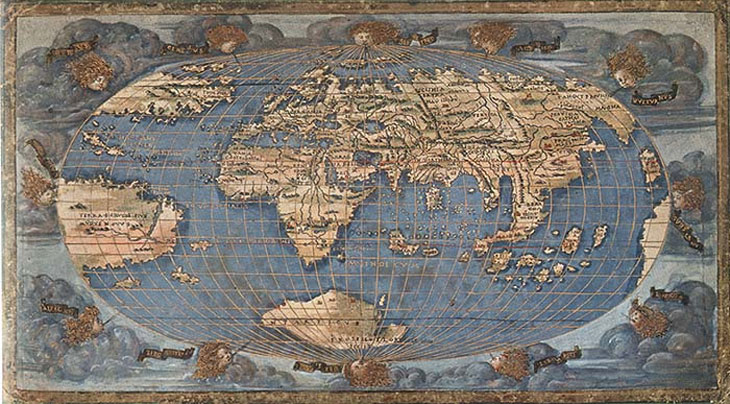
Carte ovale du monde, plaque de cuivre gravure sur papier vélin, National Maritime Museum, 1508.

- Tavola Strozzi (attribution), peinture sur panneau représentant une vue de la baie de Naples, Chartreuse San Martino, Naples
- Série de quinze gravures de la Vie de la Vierge  et du  Christ.